# Slag bij al-Qādisiyyah

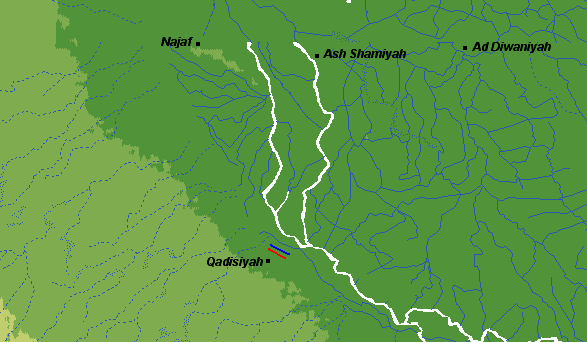
Het Arabische leger in het rood en de Sassaniden in het blauw

De Slag bij al-Qādisiyyah of Slag bij Kadisiya vond plaats tussen 16 en 19 november 636 in het huidige Irak tussen de Perzische Sassaniden en het pas opgerichte islamitische kalifaat van de Rashidun. Qādisiyyah bevindt zich ten zuidwesten van de stad Koefa. Het was een van de veldslagen bij de islamitische verovering van Perzië.

## Achtergrond
Na de Byzantijnse overwinning in de Slag bij Ninive (627) verzeilde het Perzische rijk in chaos. Intussen verenigde Mohammed gewapenderhand de verschillende stammen van het Arabisch schiereiland onder de noemer van de islam. Zijn opvolger Aboe Bakr erfde de bekwame generaal Khalid ibn Walid, die aan de basis lag van de succesvolle islamitische veroveringen. In 633 hadden de Sassaniden een nieuwe koning, de jonge Yazdagird III.

## Verloop
Na verschillende verloren veldslagen, bracht Yazdagird meerdere grote legers samen die tezamen uit meer dan 200.000 soldaten bestonden, met 7 verschillende generaals en 33 olifanten. Ook trouwde hij de kleindochter van de Byzantijnse keizer Herakleios om een bondgenootschap met hem te sluiten. De Arabieren hadden ondertussen grote delen van Palestina en Syria veroverd en ook Herakleios bracht nu meerdere grote legers samen om hen te bevechten. Terwijl hij ze uit Syria trachtte te verdrijven, verdreef Yazdagird hen uit Mesopotamië.
Het kostte Yazdagird III enige tijd om zijn leger samen te brengen. De Arabieren maakten daar gebruik van om vrijwel al hun troepen naar Syria te sturen, waar ze onder leiding van Khalid ibn Walid het uit 400.000 man bestaande Byzantijnse leger versloegen in de Slag bij de Jarmuk. Daarna probeerden de Arabieren met Yazdagird te onderhandelen, om hem over te halen zich te bekeren tot de islam. Toen dat mislukte, werden de Arabische legers onder leiding van Sa'd ibn Abī Waqqās naar al-Qādisiyyah gestuurd om de Perzen te bevechten. De Arabieren hadden 24.000 man, omdat veel Arabieren nog steeds in Syria vochten, maar zij werden op de tweede dag van het gevecht versterkt door 6000 ervaren veteranen en kregen er op de vijfde dag nog een paar duizend bij. De Slag bij al-Qādisiyyah duurde in totaal 5 dagen. De moslims leden zware verliezen maar behaalden uiteindelijk toch een verpletterende overwinning. Ruim honderdduizend Perzen, alle olifanten en 5 van de 7 generaals kwamen om, onder wie Rostam Farrokhzād, de opperste generaal van het Perzische rijk. Ook werden al hun voorraden geplunderd.

## Vervolg
Daarna veroverden de moslims geheel Mesopotamië. Yazdagird regelde snel versterking voor Ctesiphon met de overlevenden van de Slag bij al-Qādisiyyah en stuurde uit meerdere provincies troepen, om de weg naar Ctesiphon te bewaken. De moslims versloegen de troepen in Babylon, en nog twee keer op weg naar Babylon. Daarna belegerden zij Ctesiphon twee maanden lang. De Perzen probeerden het beleg te breken, maar hun cavalerie en de meeste van hun troepen werden verslagen en de generaal van het leger werd gedood. Ook een tijger die getraind was voor oorlogvoering werd gedood. Toen de moslims de Tigris overgingen, besloot Yazdagird met zijn hof en de overgebleven hofhouding te vluchten. Ctesiphon werd ingenomen, de grote schatkist van de koning werd geplunderd en ruim 40.000 edelen werden tot slaaf gemaakt.
De Perzen verzamelden zich in grote aantallen bij Jalula, een belangrijk fort in het noorden van Irak. Hashim ibn Uthba besloot hen eerst te verslaan voor hij verder trok, teneinde geen vijandig leger in zijn rug te hebben. Hij bevocht 20.000 Perzen in de Slag bij Jalula, die onder leiding stonden van Mihran, die in de Slag bij al-Qādisiyyah had gevochten, en Khurrazad, de broer van Rostam. De Perzen werden beslissend verslagen en Khurrazad kwam om. Jalula werd 7 maanden lang belegerd waarna het zich overgaf. Tikrit werd ook ingenomen na zware tegenstand en ook Mosul gaf zich over.
Qaqa bevocht een ander groot Perzisch leger dat geleid werd door Mihran, bij de Slag bij Khaniqeen, waarbij Khaniqeen veroverd werd. De overlevenden trokken naar Hulwan, dat belegerd werd en ook werd ingenomen. Hiermee was heel Irak en westelijk Iran ingenomen door de Arabieren.